# Mike Ansley
Michael Antonio Ansley (Birmingham, Alabama, 8 de febrero de 1967) es un ex-baloncestista estadounidense.

## Carrera deportiva
Seleccionado por los Magic de Orlando en la 2ª ronda (puesto 37) del draft de la NBA de 1989, jugó tres años en la NBA para los Magic, Philadelphia 76ers y el Charlotte Hornets. Su mejor año como profesional fue durante su año de novato como miembro de los Magic, en el transcurso del cual jugó 72 partidos, anotando un promedio de 8,7 puntos por partido.

### El triple de Ansley que no fue
Ya en Europa, fue fichado por el Club Baloncesto Málaga de España formando parte del club dos etapas, llevando al equipo, junto a sus compañeros, a la final de la Liga ACB por primera vez en la historia del club en la temporada 1994/1995, disputando una apasionante ronda final frente al FC Barcelona en la que fue elegido MVP de aquella final.
En el cuarto partido de la serie en el Pabellón de Ciudad Jardín, el 18 de mayo de 1995 con 2-1 a favor de los malagueños, Mike Ansley se echó a su equipo a la espalda y asumió toda la responsabilidad, consiguiendo 36 puntos. Con el resultado de 77-79 a favor del Barcelona, hubo un tiempo muerto a falta de escasos 30 segundos. La pelota era del Unicaja y Mike Ansley la subió desde zona defensiva, delante de él estaba Darryl Middleton. A falta de 7 segundos, Ansley se levantó desde 7 metros buscando el triunfo y la liga para el Unicaja. El balón no entró por muy poco y salió disparado hacía el banquillo del Barcelona desde donde Aíto García Reneses había pedido un nuevo tiempo muerto. Unicaja hizo falta y el Barcelona solo anotó 1 tiro libre. Aún, con 4 segundos Mike Ansley intento subir la pelota y lanzar a la desesperada buscando el empate y la prórroga pero el Barcelona hizo falta a mitad del campo. Anotó el primer tiro libre y lanzó el segundo a fallar sin que el marcador se volviera a mover. Al final, 78-80. Aquella noche, acabó con 37 puntos, 10 faltas recibidas y 39 de valoración ACB en uno de los mejores partidos de su carrera. En el quinto encuentro, en la despedida de Epi, el Barcelona ganó por 73-64, consiguiendo la liga. Ese triple es conocido en Málaga como "El no triple de Ansley".
Mike Ansley no dejó de sorprender al mundo del baloncesto con sus hazañas, formando parte del Polonia Warszawa de la liga polaca con 42 años.
Tras su retirada vive en la ciudad polaca de Varsovia junto a su familia, donde tiene una academia de baloncesto llamada "Big Mike Academy" y entrena a jóvenes jugadores.